# Segodunum (Aquitania)

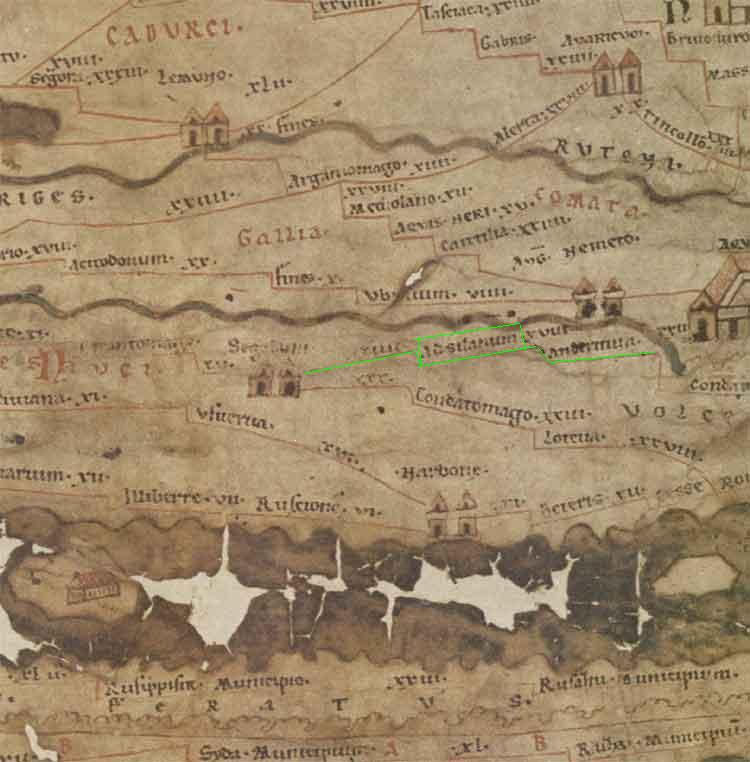
Segodunum auf der Tabula Peutingeriana

Segodunum (altgriechisch Σεγόδουνον; später Ruthena civitas genannt) war der Hauptort der Rutener, eines keltischen Stammes in Südgallien.
Der Ort lag am Platz des heutigen Rodez (Département Aveyron) im Zentralmassiv im Süden des heutigen Frankreich in der römischen Provinz Gallia Aquitania an der Nordgrenze der Provinz Gallia Narbonensis. An archäologischen Resten aus der römischen Zeit sind ein Amphitheater und ein Aquädukt bekannt. Eine systematische Erforschung der Stadt, die auf einem Hügel oberhalb des Aveyron lag, war durch die moderne Überbauung bisher nicht möglich. Vereinzelte Funde, insbesondere Keramik, deuten auf eine Besiedlung vom 1. Jahrhundert v. Chr. bis zum 4. Jahrhundert n. Chr.
Segodunum ist in der Tabula Peutingeriana sowie in der Geographike Hyphegesis verzeichnet.